# Délorosz juhászkutya

## Testfelépítése
A délorosz juhászkutya igen erős, izmos testfelépítésű fajta, mérsékelten vastag csontozattal. Mellkasa mély és viszonylag széles, hasa enyhén felhúzott. A háta erős és vízszintes, ágyéka rövid, széles és ívelt. Lábai egyenesek, határozott ízületekkel. A mancsok ovális alakúak. A farok egészen a csánkig leér, a farok vége J alakban felfelé hajlik.. A magasan álló nyakon nincs lebernyeg. A fajtára a megnyúlt fej és a széles homlok jellemző, határozott nyakszirttel és pofacsontokkal. A stop alig látható. A háromszögletű fülek kicsik és lelógók. A szemek ovális alakúak, kissé ferdén állnak. A fej arcorri része nagy. Harapása ollószerű. A délorosz juhászkutya időjárásálló szőrzete 10–20 cm hosszú. A durva tapintású és nemezesedő fedőszőrzet alatt sűrű aljszőrzet húzódik. A szőrzete fehér, vagy szürkés, illetve krémszínű fehér árnyalatú, olykor palaszürke. A szemnek sötétnek kell lennie, az orrnak pedig lehetőleg feketének.

## Jelleme
A délorosz juhászkutya karakteres, komoly, hatalmaskodó természetű fajta. Józan, önmagával szemben is szigorú, figyelmes és bátor, emellett értelmes és független természetű is. Nem kell neki megmondani, mit tegyen: felméri az adott helyzetet, és azt teszi, amit a legjobbnak vél. Általában a jellemének megfelelően nyugodtnak és higgadtnak tűnik, de szükség esetén villámgyorsan reagálhat. Kiegyensúlyozott természetű, nem válik könnyen izgatottá. Nem ugat sokat. Az időjárástól függetlenül nagyon szeret a szabadban lenni. A legszívesebben saját felségterületén belül tartózkodik, gondozóihoz maradéktalanul hűséges. Általában nehezen szokik hozzá az új gazdához vagy az új környezethez. Természetéből adódóan jól kijön a gyerekekkel. Ha más kutyák és egyéb háziállatok társaságában nő fel, azokat is a család tagjaiként védelmezi. Ha az állat megfelelően van szocializálva, akkor a macskák sem okozhatnak különösebb gondot neki. Ha látogató érkezik, általában kivár és megfigyeli, mi történik, a hívatlan vendégeket azonban semmiképpen sem engedi belépni a család birtokára. A családot rendszeresen látogató ismerősöket idővel a család tagjaiként fogadja el.

## Méretei
- Marmagasság a szukák esetében legalább 62 cm, a kanok 65 cm-nél nem lehetnek kisebbek, a leggyakoribbak azonban a 70–75 cm magas állatok
- Testtömege 50–75 kg
- Várható élettartam: 9-11 év

## Megjegyzés
A kiegyensúlyozott jellemű, nyugodt, természetes tekintélyű gazda számára nem okozhat gondot ennek a szokatlan és viszonylag vad fajtának a tanítása. A tanítást a kölcsönös tisztelet jegyében kell végezni és a kutyával igazságosan kell bánni. A délorosz juhászkutya rosszul tűri, ha kezdők vagy következetlen személyek próbálkoznak a nevelésével, és ha az oktatója nem tartja állandóan kézben az irányítást, a kutya hajlamossá válhat a hatalmaskodó magatartásra. Soha nem fogja vakon teljesíteni a parancsokat; először mindig megfontolja, hogy észszerű-e, amit kérnek tőle. Nagyon fontos megfelelően szocializálni a kutyát és az embereket, nehogy az állat félénkké és gyanakvóvá váljon. Attól pedig nem kell tartani, hogy ez az állat éberségének a rovására megy: a délorosz juhászkutya született őrkutya. A délorosz juhászkutya kiváló őrző-és családi kutya azok számára, akik elhagyatottabb helyen élnek, és kellően nagy szabad, de bekerített területet tudnak biztosítani az állat számára. A kutya teljesen természetesen és szinte észrevétlenül magára vállalja családjának, otthonának és tulajdonának őrzését. Független természete miatt nem minden kutyás sportra alkalmas.